# شعيب بن الليث بن سعد
أبو عبد الملك شعيب بن الليث بن سعد (135 هـ - 199 هـ) أحد رواة الحديث النبوي، وأبوه هو عالم مصر في زمانه الليث بن سعد، وابنه أحد رواة الحديث ومُحدّث مصر عبد الملك بن شعيب بن الليث.

## روايته للحديث النبوي
- روى عن: أبيه الليث بن سعد وموسى بن علي بن رباح.[1][2]
- روى عنه: ولده عبد الملك ويونس بن عبد الأعلى والربيع بن سليمان المرادي ومحمد بن عبد الله بن عبد الحكم[1][2] وأحمد بن عبد الرحمن بن وهب وأبو الطاهر أحمد بن عمرو بن السرح وأحمد بن يحيى بن الوزير بن سليمان وسعيد بن محمد بن عبد الرحمن بن صفوان الحمراوي وعبد الرحمن بن خلف بن عبد الرحمن بن الضحاك النصري الحمصي وعبد الرحمن بن عبد الله بن عبد الحكم وعبد العزيز بن عمران بن مقلاص وأبو همام الوليد بن شجاع بن الوليد السكوني ويحيى بن عبد الله بن بكير.[2]
- الجرح والتعديل: وثّقه الخطيب البغدادي، وذكره ابن حبان في كتابه «الثقات».[2] كما روى له مسلم في صحيحه، وأبو داود في سننه، والنسائي في سننه.[2]

## مكانته الدينية
قال ابن أبي حاتم: «سألت أبي عنه: هو أحب إليك أو عبد اللَّه بن عبد الحكم؟، قال: شعيب أحلى حديثًا». قال ابن يونس المصري: «كان فقيهًا مفتيًا، وكان من أهل الفضل»، وقال عبد الله بن وهب: «ما رأيت ابنًا لعالم أفضل من شعيب بن الليث»،

## وفاته
ذكر يحيى بن عبد الله بن بكير أن شعيبًا ولد في سنة 135 هـ، وتوفي في سنة 199 هـ، في 28 رمضان وقيل في 28 صفر.